# Johann Jakob Roemer
Johann Jakob Roemer (Zürich, 8 januari 1763 - aldaar, 15 januari 1819) was een Zwitsers arts en hoogleraar in de botanie. Hij was ook entomoloog.
Met de Oostenrijkse botanicus Josef August Schultes, publiceerde hij de 16e editie van Carl Linnaeus' Systema Vegetabilium.
Roemers Genera insectorum is een Zwitserse publicatie over entomologie. De met de hand ingekleurde platen werden getekend en gegraveerd door de Zwitserse kunstenaar J.R. Schellenberg. Deze was ook entomoloog en was dus vertrouwd met details.
In 1793 werd hij verkozen tot buitenlands lid van de Koninklijke Zweedse Academie van Wetenschappen.
- Bibsys: 1084927
- Author citation (botany): Roem.
- Gemeinsame Normdatei: 104182156
- Historisch woordenboek van Zwitserland: 026127
- International Standard Name Identifier: 0000 0000 6318 0441
- Library of Congress Control Number: nr00026399
- Nationale Bibliotheek van Tsjechië: mzk2008458822
- Nationale bibliotheek van Australië: 35258774
- Nederlandse Thesaurus van Auteursnamen: 070147019
- LIBRIS: 172855
- Système universitaire de documentation: 147879965
- Museum of New Zealand Te Papa Tongarewa: 50457
- Trove: 885869
- Virtual International Authority File: 32428121
- WorldCat: E39PBJf8tj8cTGQDyjqDKv9FKd